# Соколка (Мамадышский район)
Соколка — село в Мамадышском районе Татарстана. Административный центр Сокольского сельского поселения.

## География
Находится в центральной части Татарстана на расстоянии приблизительно 16 км на юго-восток по прямой от районного центра города Мамадыш на правом берегу Камы.

## История
Основано в 1680-х годах, упоминалось также как Сокольи Горы. С 1690-х годов до 1763 года принадлежало московскому Донскому Богородицкому монастырю. В 1753 году была построена Введенская церковь.

## Население
Постоянных жителей было: в 1782—182 души мужского пола, в 1859—975, в 1897—1220, в 1908—1363, в 1920—1459, в 1926—1293, в 1938—1772, в 1949—2526, в 1958—1783, в 1970—2693, в 1979—1898, в 1989—1288, в 2002 году 819 (русские 84 %), в 2010 году 607.